# Lucas & Arthur Jussen
Lucas & Arthur Jussen là hai anh em ruột người Hà Lan, thường được nhắc đến vì cùng là hai nghệ sĩ dương cầm, cùng biểu diễn thành công song tấu dương cầm và piano bốn tay nhiều tác phẩm nhạc cổ điển và hiện đại.
Nhạc sĩ Anh nổi tiếng Neville Marriner đã nói về họ: "“Thật là khác thường. Đây không chỉ là hai nghệ sĩ dương cầm giỏi, mà còn là cặp đôi ăn ý. Họ cảm nhận được những diễn giải nhỏ nhất, riêng lẻ nhất của nhau."

## Tiểu sử
- Lucas Jussen (tiếng Anh: /ˈluːkəs/, tiếng Hà Lan phiên âm:/lu-ca/) sinh ngày 27 tháng Hai năm 1993, tại thành phố Hilversum của Hà Lan. Arthur Jussen (tiếng Anh: /ɑːθə/ tiếng Hà Lan phiên âm: ac-tơ) sinh ngày 28 tháng 9 năm 1996 cũng tại Hilversum.[4]
- Hai anh em xuất thân trong gia đình có truyền thống đình âm nhạc: mẹ  Christianne van Gelder là giảng viên dạy flute, còn cha Paul Jussen là nghệ sĩ trống định âm ở Dàn nhạc giao hưởng Đài phát thanh Hà Lan, đồng thời là nghệ sĩ chơi bộ gõ trong dàn nhạc Ensemble Da Capo.
- Hồi nhỏ, hai anh em là học trò của giáo viên dương cầm Jan Wijn. Gần đây hai anh em đã học tập và làm việc với nữ nghệ sĩ dương cầm nổi tiếng Maria João Pires, cũng như cùng biểu diễn với Ricardo Castro và Lang Lang.[5]
- Hai anh em Jussen bắt đầu nổi tiếng nhất sau buổi biểu diễn bản Piano Concerto No. 10 của Mozart vào ngày 24 tháng 11 năm 2006, lúc người anh mười ba tuổi, còn người em mới 10 tuổi, tại Concertgebouw ở Amsterdam cùng với Dàn nhạc giao hưởng Đài phát thanh Hà Lan, dưới sự chỉ huy của Jaap van Zweden. Ba năm sau, ngày 30 tháng 11 năm 2009, họ biểu diễn song tấu dương cầm nhạc phẩm Concerto for Two Pianos của Poulenc cũng với dàn nhạc này, dưới sự chỉ huy của Michael Schønwandt.
- Anh em nhà Jussen đã ký hợp đồng thu âm với Deutsche Grammophon Gesellschaft vào ngày 12 tháng 3 năm 2010 và đã thu âm cả hai bản hòa tấu Mozart và Poulenc cũng như các tác phẩm song ca và solo khác. Sau hai năm học với Menahem Pressler ở Hoa Kỳ từ tháng 10 năm 2013, Lucas tiếp tục học với Dmitri Bashkirov tại Trường Âm nhạc Reina Sofía ở Madrid. Ông cũng là Nghệ sĩ lưu trú của Dàn nhạc Thính phòng Hà Lan. Arthur học tại Nhạc viện Amsterdam dưới thời Jan Wijn.[5]

## Nhạc phẩm đã biểu diễn nổi tiếng
| Nhạc phẩm                     | Năm  |
| ----------------------------- | ---- |
| Beethoven Piano Sonatas       | 2010 |
| Schubert Impromptus           | 2011 |
| Mozart Double Piano Concertos | 2015 |
| Schubert Fantasia in Fm       | 2016 |
| Camille Saint-Saëns           | 2017 |
| Bach                          | 2019 |